# 沃南索
沃南索（法語：Venansault，法語發音：[vənɑ̃so]）是法国卢瓦尔河地区大区旺代省的一个市镇，位于该省中部，省会永河畔拉罗什市区西部，属于永河畔拉罗什区。

## 地理
沃南索（46°41'10"N, 1°30'45"W）面积44.49 平方千米，位于法国卢瓦尔河地区大区旺代省，该省份为法国西部沿海省份，北起大西洋卢瓦尔省和曼恩-卢瓦尔省，西临大西洋，南至滨海夏朗德省，东部及东南部与德塞夫勒省接壤。
与沃南索接壤的市镇（或旧市镇、城区）包括：艾泽奈、博略苏拉罗什、欧比尼-莱克卢佐、拉热内图兹、朗德龙德、穆耶龙勒卡普蒂夫、永河畔拉罗什、莱克卢佐。

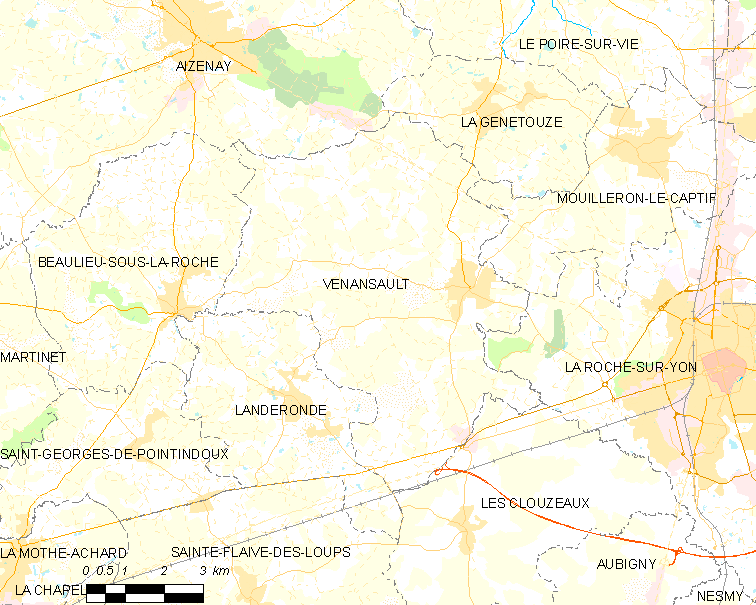
沃南索的OSM定位图

沃南索的时区为UTC+01:00、UTC+02:00（夏令时）。

## 行政
沃南索的邮政编码为85190，INSEE市镇编码为85300。

## 政治
沃南索所属的省级选区为永河畔拉罗什第一县。

## 人口

1962-2008年间沃南索人口变化图示

沃南索于2022年1月1日时的人口数量为4743人。

## 友好城市
- 法國 梅屈里
- 波蘭 沃林